# Ralstonia solanacearum

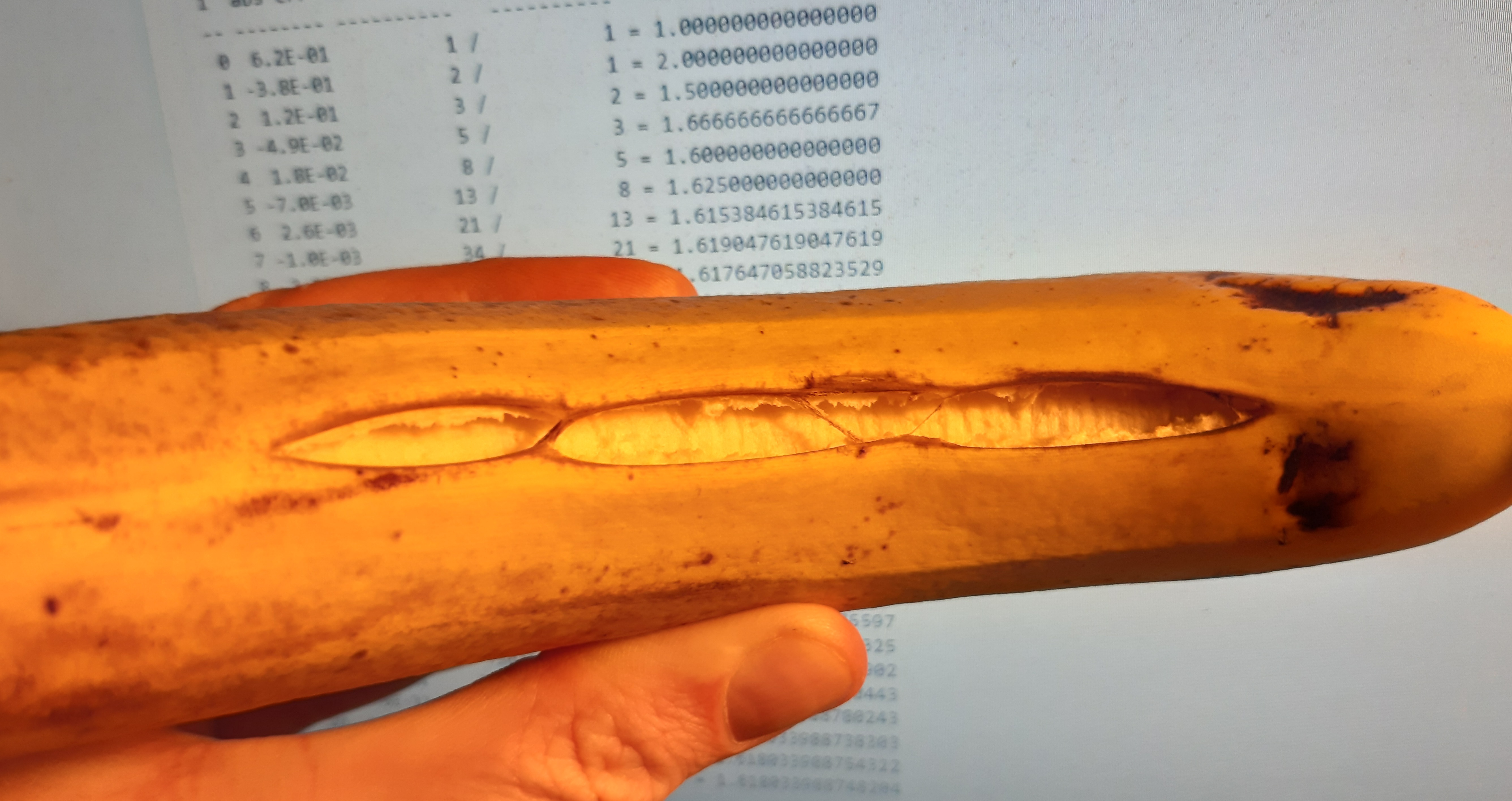
Dojrzały banan porażony Ralstonia solanacearum

Ralstonia solanacearum – gatunek bakterii z rodziny Burkholderiaceae. Jest sprawcą choroby zwanej śluzakiem warzyw psiankowatych. Choroba ta powoduje tak duże straty ekonomiczne, że bakteria Ralstonia solanacearum w ankiecie przeprowadzonej wśród fitopatologów w 2012 r. przez czasopismo Molecular Plant Pathology zajęła 2 miejsce na liście 10 najważniejszych patogenów bakteryjnych.

## Charakterystyka
Ralstonia solanacearum jest tlenową bakterią Gramm-ujemną nie tworzącą przetrwalników. Występuje w glebie i dzięki obecności kępki polarnych wici ma zdolność poruszania się. Dla licznych gatunków roślin jest patogenem. Kolonizuje ich ksylem, powodując więdnięcie. W gospodarce człowieka wyrządza olbrzymie szkody powodując śluzaka roślin psiankowatych. Choroba ta jest groźna szczególnie dla ziemniaka, pomidora, ogórka, tytoniu szlachetnego, bakłażana.
Ralstonia solanacearum może zimować w szczątkach roślin, nasionach lub wegetatywnych organach rozmnażania, takich jak bulwy. Bakterie mogą przeżyć długi czas w wodzie (do 40 dni w temperaturze 20–25 °C w czystej wodzie). Przy dużym stężeniu (108–1010 cfu/g tkanki) powoduje więdnięcie roślin. Rozprzestrzenia się na kilka sposobów. Może wydostawać się z korzeni roślin do gleby. Znajdujący się na powierzchni porażonych roślin śluz bakteryjny też może dostać się do otaczającej gleby lub wody, zanieczyszczając sprzęt rolniczy, może też być przenoszony przez owady. Bakteria może być także przenoszona przez zanieczyszczoną wodę powodziową, wodę używaną do nawadniania, przez skażone narzędzia lub zainfekowane nasiona. W północnej Europie patogen zadomowił się w chwastach psiankowatych, które rosną w wolno płynących rzekach. Kiedy taka zanieczyszczona woda jest używana do nawadniania ziemniaków, patogen dostaje się na nawadniane nią plantacje. Niektóre szczepy bakterii mogą przetrwać w wieloletnich roślinach z rodziny psiankowatych.

## Cykl życiowy
Ralstonia solanacearum zwykle wnika do rośliny przez ranę. Miejscem wniknięcia bakterii do rośliny mogą stać się zarówno rany naturalne powstałe przez odpadnięcie obumarłych kwiatów czy korzeni, jak i nienaturalne, spowodowane przez prace rolnicze lub przez nicienie czy owady żerujące na ksylemie. Bakterie uzyskują dostęp do ran częściowo poprzez zdolność pływania dzięki wiciom, jak również przez chemotaksję włośników. W przeciwieństwie do wielu fitopatogennych bakterii, R. solanacearum wystarczy wniknięcie do rośliny w jednym tylko miejscu, by doprowadzić do ogólnoustrojowego zakażenia rośliny.
Po zaatakowaniu podatnego żywiciela R. solanacearum rozmnaża się i przemieszcza w obrębie rośliny, zanim wystąpią objawy więdnięcia bakteryjnego. Więdnięcie należy uznać za najbardziej widoczny efekt uboczny, który zwykle występuje po rozległej kolonizacji patogenu. Kiedy patogen dostanie się do ksylemu przez naturalne otwory lub rany, może tworzyć się tyloza, która blokuje osiową migrację bakterii w roślinie. W podatnych roślinach dzieje się to czasami powoli i rzadko i może zamiast tego prowadzić do dysfunkcji naczyń poprzez niespecyficzne zatykanie nieskolonizowanych naczyń.

## Znaczenie
Ziemniak i inne rośliny psiankowate są ważnymi roślinami uprawnymi, a bakteria Ralstonia solanacearum jest trudna do zwalczenia. Wywołane przez nią choroby powodują tak duże straty ekonomiczne, że bakteria ta w ankiecie przeprowadzonej wśród fitopatologów w 2012 r. przez czasopismo Molecular Plant Pathology zajęła 2 miejsce na liście 10 najważniejszych patogenów bakteryjnych.
W wielu krajach świata, również w Polsce, bakteria ta jest organizmem kwarantannowym. Oznacza to, że plantator ma bezwzględny obowiązek jego zwalczania. Rośliny z porażonej plantacji muszą zostać pod urzędowym nadzorem zniszczone, lub wykorzystane w sposób uniemożliwiający dalsze rozprzestrzenianie się choroby. Na porażonym polu przez co najmniej 4 lata nie wolno uprawiać roślin psiankowatych ani roślin kapustnych (na nich bakteria też może przetrwać).